# Amy Shell-Gellasch
Amy Shell-Gellasch () é um matemática, historiadora da matemática e autora de livros estadunidense.
Shell-Gellasch obteve um doutorado (D.A.) pela Universidade de Illinois em Chicago em 2000, com uma tese que se tornou seu livro sobre Mina Rees, orientada por William Alvin Howard. É professora associada de matemática no Montgomery College em Maryland. Também atuou como arquivista da Canadian Society for History and Philosophy of Mathematics.
Escreveu ou editou os livros:
- Algebra in Context: Introductory Algebra from Origins to Applications (com J.B. Thoo, Johns Hopkins University Press, 2015)[5]
- In Service to Mathematics: The Life and Work of Mina Rees (Docent Press, 2011)[6]
- Mathematical Time Capsules: Historical Modules for the Mathematics Classroom (Ed. com Dick Jardine, MAA Notes 77, Mathematical Association of America, 2010)[7]
- Hands on History: A Resource for Teaching Mathematics (Ed., MAA Notes 72, Mathematical Association of America, 2007)[8]
- From Calculus to Computers: Using the Last 200 Years of Mathematics History in the Classroom (Ed. com Dick Jardine, MAA Notes 68, Mathematical Association of America, 2005)[9]

Seu artigo "The Spirograph & mathematical models from 19th-century Germany" (Math. Horizons 2015) foi selecionado para inclusão no The Best Writing on Mathematics 2016.